# ماكس كاري
ماكس كاري (بالإنجليزية: Max Carey)‏ (و. 1890 – 1976 م) هو لاعب كرة قاعدة، من الولايات المتحدة، ولد في إنديانا، يلعب كلاعب دفاع ‏، توفي في ميامي، عن عمر يناهز 86 عاماً.

## روابط خارجية
- ماكس كاري على موقع دوري كرة القاعدة الرئيسي (الإنجليزية)
- ماكس كاري على موقعبيزبول رفرنس.كوم (الدوري الرئيسي) (الإنجليزية)
- ماكس كاري على موقعبيزبول رفرنس.كوم (الدوري الثانوي) (الإنجليزية)
- ماكس كاري على موقع جمعية أبحاث البيسبول الأمريكية (الإنجليزية)
- ماكس كاري على موقع إي إس بي إن.كوم (أم.أل.بي) (الإنجليزية)
- ماكس كاري على موقع مشجعي الرسوم البيانية (الإنجليزية)
- ماكس كاري على موقع قاعة مشاهير كرة القاعدة (الإنجليزية)